# ريس بيكلز-ريتشاردز
ريس بيكلز-ريتشاردز (بالإنجليزية: Reece Beckles)‏ هو لاعب كرة قدم بريطاني في مركز الهجوم، ولد في 19 يوليو 1995 في منطقة أنفيلد في المملكة المتحدة. شارك مع منتخب أنتيغوا وباربودا لكرة القدم. أما مع النوادي، فقد لعب مع نادي ألدرشوت تاون ونادي فارنبوروه ونادي وكينغ.

## وصلات خارجية
- ريس بيكلز-ريتشاردز على موقع قاعدة بيانات كرة القدم.إي يو (الإنجليزية)
- ريس بيكلز-ريتشاردز على موقع ناشيونال فوتبول تيمز (الإنجليزية)
- ريس بيكلز-ريتشاردز على موقع Soccerway.com (الإنجليزية)